# Śnieżne Stawki
Śnieżne Stawki – zespół ośmiu bezodpływowych jeziorek, z tego sześciu okresowych, na dnie kotła polodowcowego Śnieżnych Kotłów, w zachodniej części pasma Karkonoszy na terenie Karkonoskiego Parku Narodowego (Sudety Zachodnie). Głębokość obu stałych jeziorek mocno zmienna w cyklu rocznym, dochodzi do 1,5 m. Jeziorka leżą w zagłębieniach między morenami. W tutejszych wodach rozmnaża się traszka górska.

## Galeria

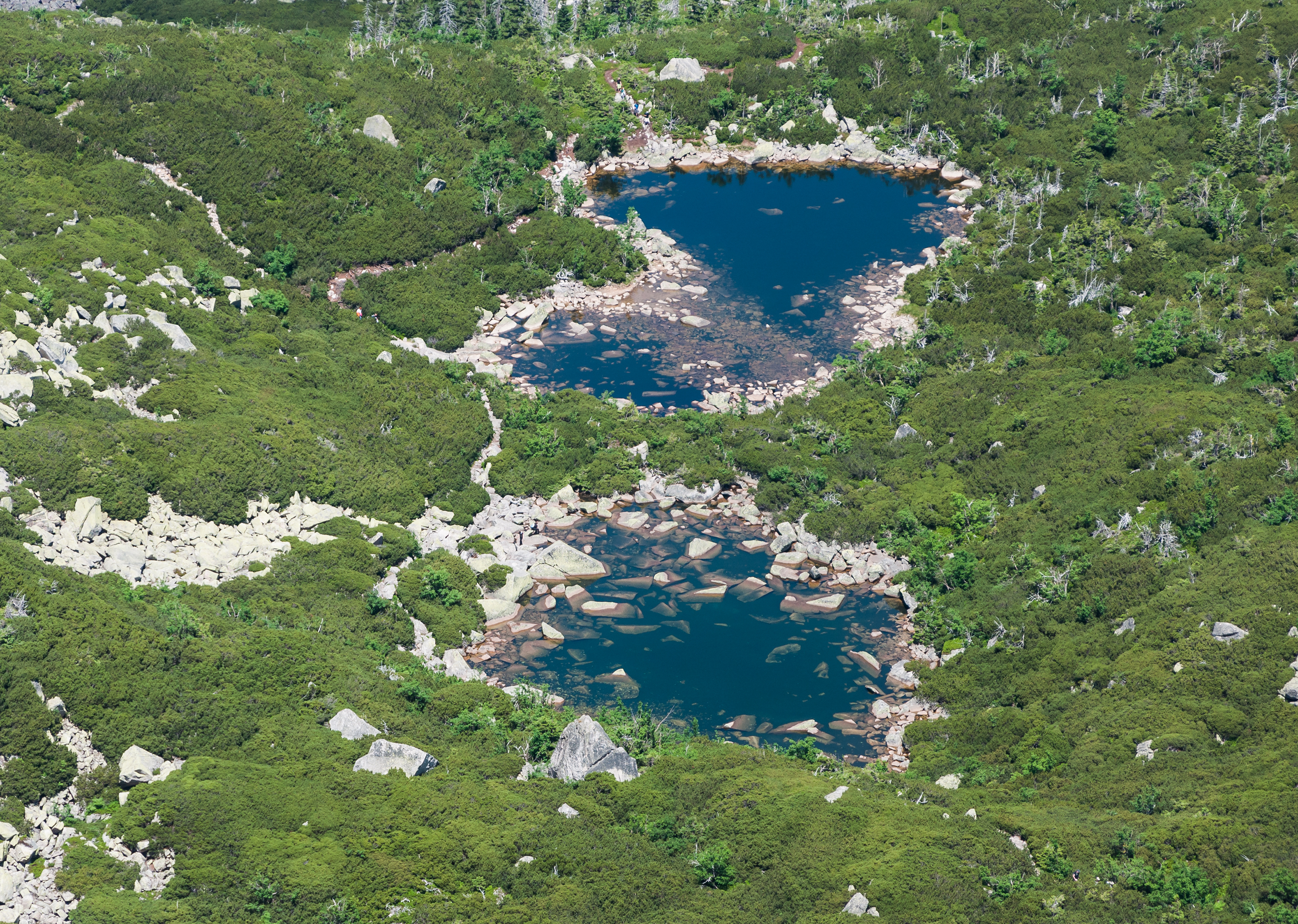
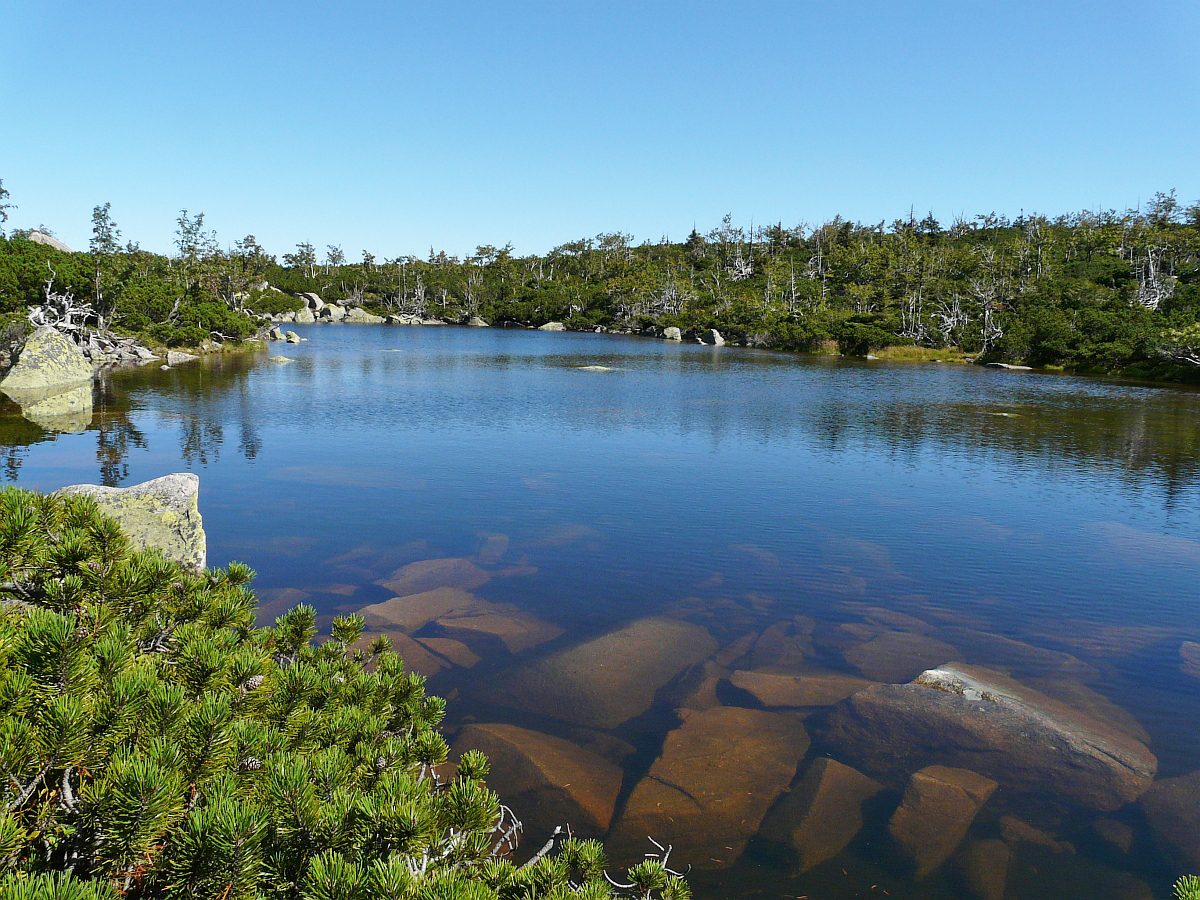
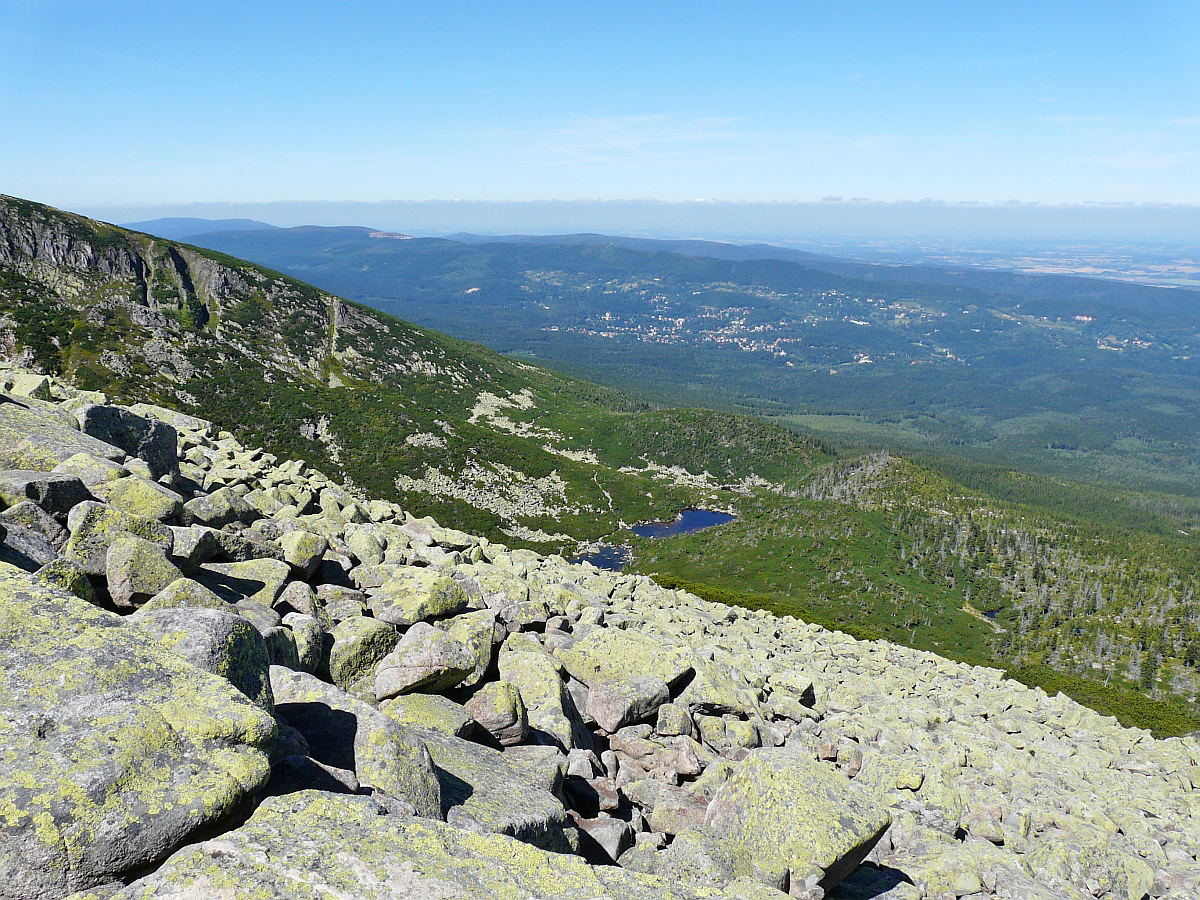
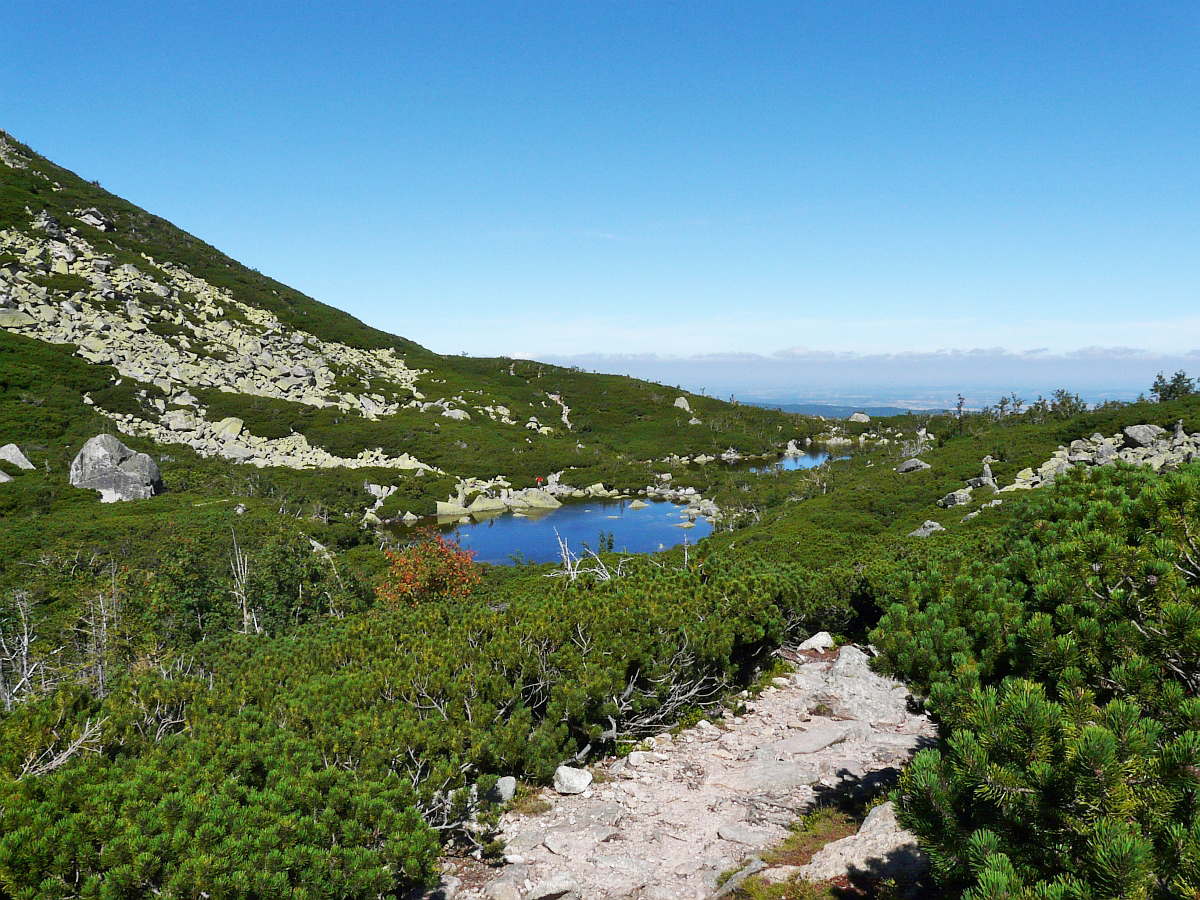
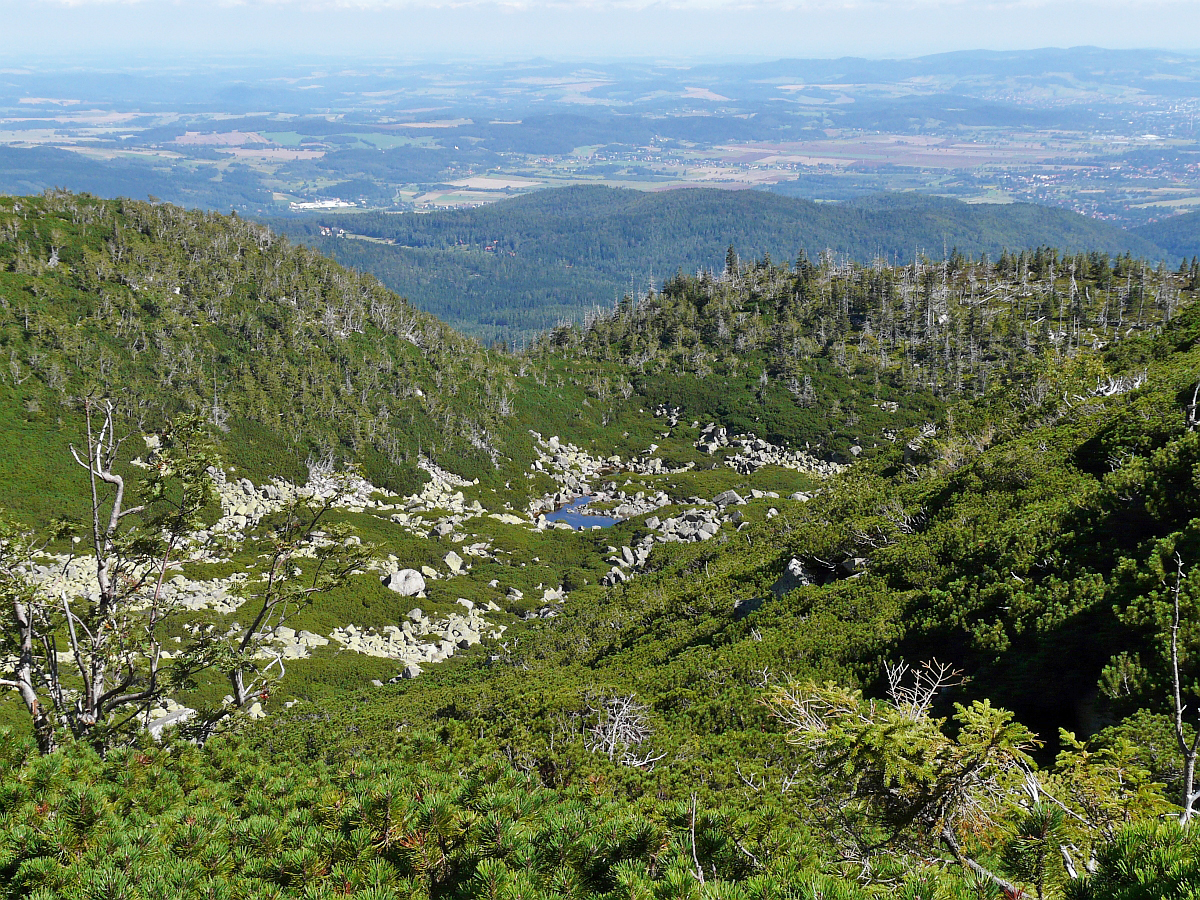
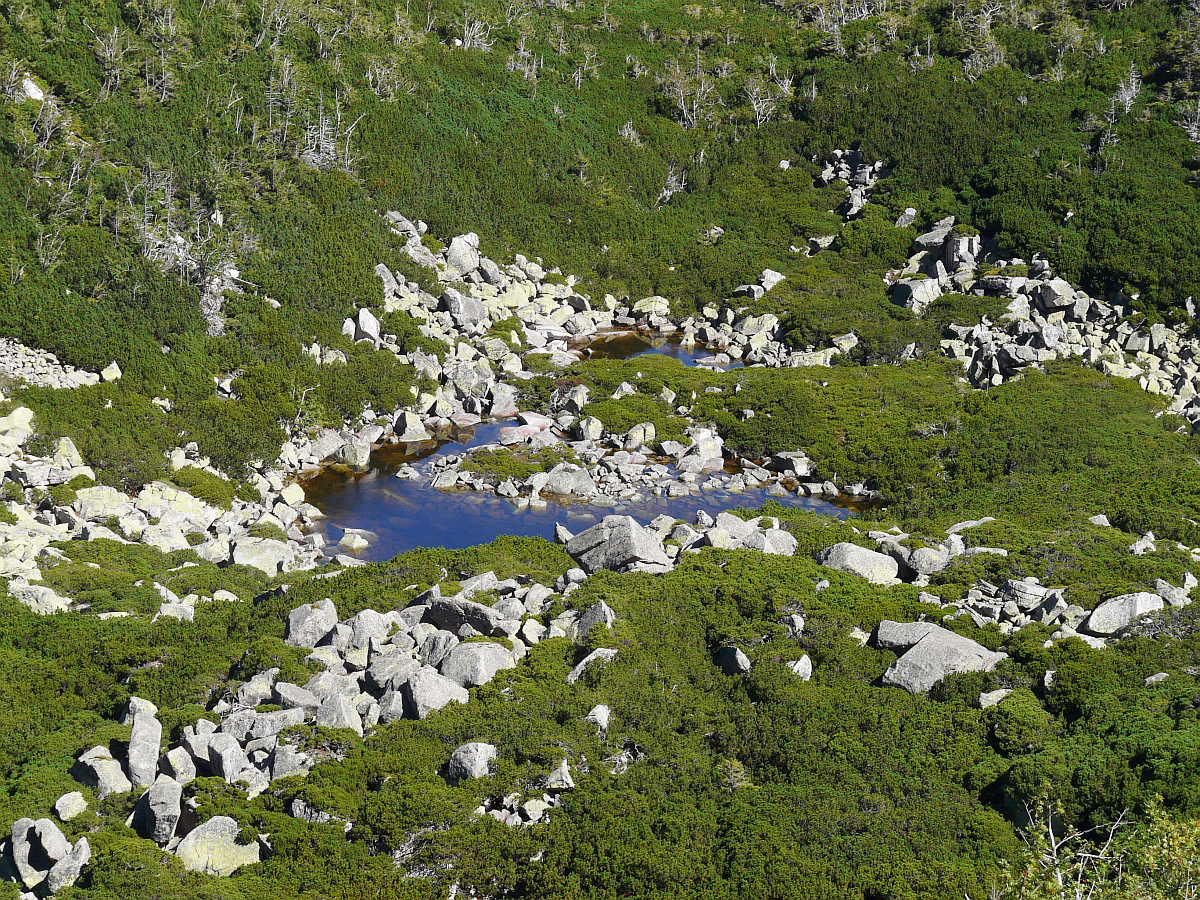